# (4070) Розов
(4070) Розов (лат. Rozov) — типичный астероид главного пояса, открыт 8 сентября 1980 года советским астрономом Людмилой Журавлёвой в Крымской астрофизической обсерватории и 19 октября 1994 года назван в честь драматурга Виктора Розова.

## Обнаружение и именование
(4070) Розов
Открыт 8 сентября 1980 года в Научном Л. В. Журавлёвой.
Назван в честь русского драматурга Виктора Сергеевича Розова (1913— ).
Оригинальный текст (англ.)4070 Rozov
Discovered 1980-09-08 by Zhuravleva, L. V. at Nauchnyj.
Named in honor of the Russian playwright Victor Sergeevich Rozov (1913— ).
Источники: DISCOVERY.DB; M.P.C. 24121.

## Орбита

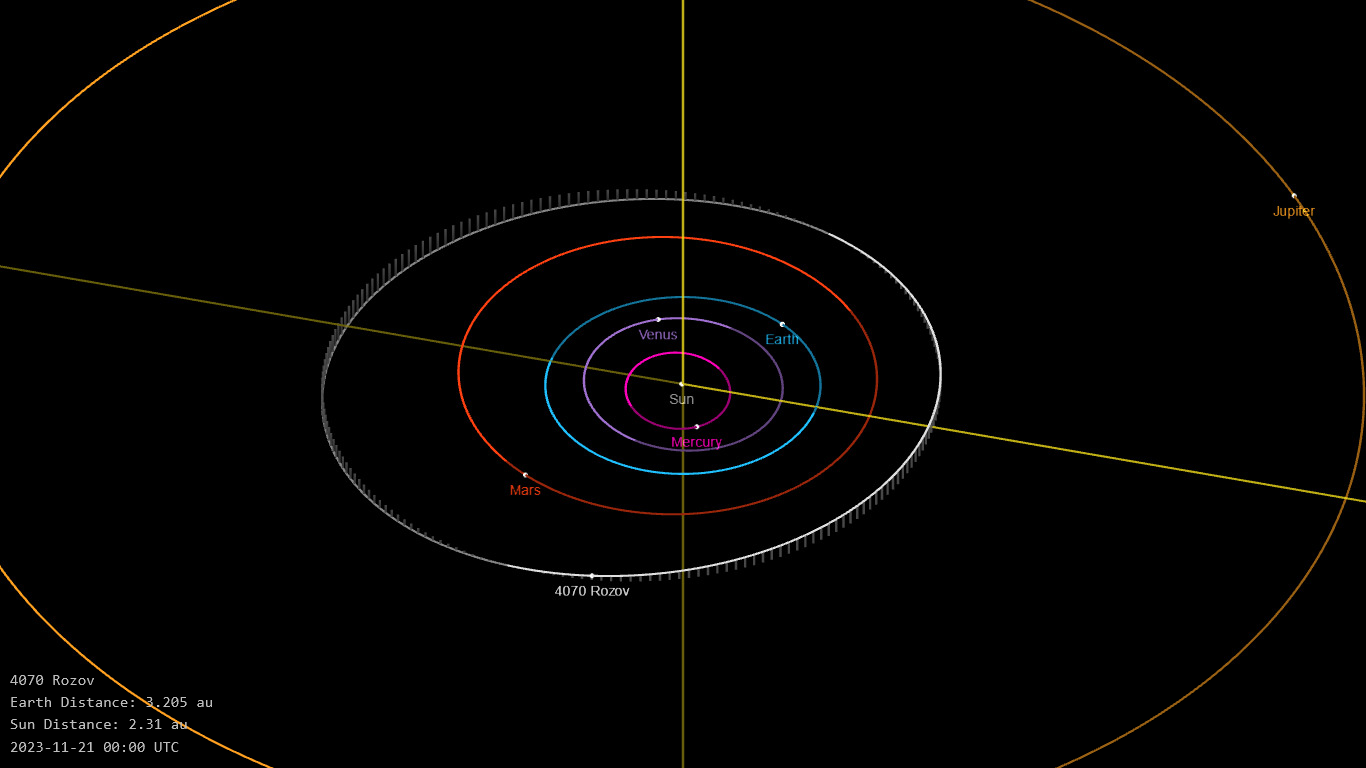
Орбита астероида Розов и его положение в Солнечной системе

## Физические характеристики
Из наблюдений телескопа VISTA следует, что астероид относится к таксономическому классу S.
По результатам наблюдений в видимом и ближнем инфракрасном диапазоне космического телескопа NEOWISE диаметр астероида оценивался равным 5,237±0,167 км и 5,11±0,93 км. Согласно тем же источникам альбедо оценивается как 0,3083±0,0259, 0,34±0,11 и 0,308±0,026.